# سیارک ۱۶۰۹۰
سیارک ۱۶۰۹۰ (به انگلیسی: 16090 Lukaszewski، نامگذاری:1999TN147) شانزده هزار و نودمین سیارک کشف شده‌است که در ۷ اکتبر ۱۹۹۹ کشف شد.
قدر مطلق سیارک برابر ۸.۵ است.